# 吉岡義豊
吉岡 義豊（よしおか よしとよ、1916年6月12日 - 1979年6月19日）は大正大学文学部教授、文学部長。専攻は東洋哲学。高知県長岡郡出身。

## 経歴
1929年に生地の真言宗豊楽寺住職吉岡皎然の養子となり得度。1939年に外務省より北京に留学、1940年には道教の本山・白雲観に入り、終戦まで道教を中心とした宗教遺跡調査・資料収集に務める。その後、智山専門学校を卒業し1947年に大正大学に奉職、助教授を経て、1955年に教授に就任、また日本道教学会の設立・運営に尽力。この間、東北大学、福井大学、東京大学、高野山大学、北海道大学等で教え、初期の道教研究者の一人として活動した。1960年に大正大学で文学博士学位を執る。1975年に大正大学文学部部長に就任。
1979年6月19日午前8時10分に脳内出血の為、豊島中央病院で死亡。

## 著書
- 『道教経典史論』。
- 『道教の実態』。
- 『道教と仏教』。
- 『道教研究』。